# شهرستان هینزدیل (کلرادو)
شهرستان هینزدیل، کلرادو (به انگلیسی: Hinsdale County, Colorado) یک سکونتگاه مسکونی در ایالات متحده آمریکا است که در کلرادو واقع شده‌است.

## خصوصیات
شهرستان هینزدیل ۲٬۹۰۸٫۵۷ کیلومترمربع مساحت دارد.